# Omega1 Aquarii
Omega1 Aquarii (102 Aquarii) é uma estrela na direção da constelação de Aquarius. Possui uma ascensão reta de 23h 39m 47.04s e uma declinação de −14° 13′ 19.4″. Sua magnitude aparente é igual a 4.97. Considerando sua distância de 134 anos-luz em relação à Terra, sua magnitude absoluta é igual a 1.91. Pertence à classe espectral A7IV.